# Energieeinsparungsgesetz
Das Energieeinsparungsgesetz (EnEG) war ein Teil des deutschen Wirtschaftsverwaltungsrechtes. Sein vollständiger Titel lautete Gesetz zur Einsparung von Energie in Gebäuden.
Es wurde im Zuge der ersten Ölkrise 1976 verabschiedet, zuletzt 2005 neu bekannt gemacht. Ziel ist die Energieeinsparung bei Gebäuden. Das Gesetz ermächtigt die Bundesregierung, Details des Wärmeschutzes durch die Energieeinsparverordnung so zu regeln, dass beim Heizen und Kühlen vermeidbare Energieverluste unterbleiben (§ 1 Abs. 1 EnEG).
Mit Wirkung zum 1. November 2020 wurde das Energieeinsparungsgesetz mit der Energieeinsparverordnung und dem Erneuerbare-Energien-Wärmegesetz zum Gebäudeenergiegesetz zusammengefasst.